# Elżbieta Mrożek-Loska
Elżbieta Mrożek-Loska (ur. 24 lutego 1977 w Jaworznie) – polska altowiolistka i pedagog.
Absolwentka Akademii Muzycznej w Katowicach (klasa altówki prof. Zygmunta Jochemczyka). Doktor habilitowana, asystent w klasie altówki na tej uczelni. Członkini Orkiestry Kameralnej Aukso prowadzonej przez Marka Mosia.

## Nagrody
- 1995 - Ogólnopolski Konkurs Altowiolistów w Elblągu, II nagroda
- 1997 - Ogólnopolski Konkurs Altowiolistów w Elblągu, III nagroda
- 1998 - Ogólnopolski Konkurs Altowiolistów w Poznaniu, wyróżnienie
- 2002 - Międzynarodowy Konkurs Kameralny w Aix-en-Provence, I nagroda (wraz z Joanną Piszczelok)